# Phare de Kewaunee

Le phare de Kewaunee (en anglais : Kewaunee Pierhead Light), est un phare du lac Michigan situé à l'entrée du petit port de Kewaunee dans le Comté de Kewaunee, Wisconsin.

## Historique
Ce phare a remplacé les feux d'alignement construits en 1891 et il est situé sur le même quai. La tour a été ajoutée, en 1930, au bâtiment de signal de brouillard. La lentille de Fresnel du cinquième ordre qui l'équipa jusqu'en 2015 provenait du feu avant d'origine. Elle a été remplacée par une optique moderne LED.
Le phare est presque identique au phare de Holland Harbor. L'association Friends of Kewaunee Pierhead Lighthouse en assure la restauration et l'entretien depuis 2015.
Il est inscrit au Registre national des lieux historiques depuis le 15 août 2022.

## Description
Le phare  est une tour carrée en acier de 13 m de haut, avec galerie et lanterne, attachée à un bâtiment de signal de brouillard. Le phare est peint en blanc avec un liseré rouge et le toit de la lanterne est noire. Il émet, à une hauteur focale de 13,5 m, une lumière blanche continue. Sa portée est de 15 milles nautiques (environ 28 km). Il est équipé d'une corne de brume émettant un souffle toutes les 30 secondes, en cas de nécessité.
Identifiant : ARLHS : USA-1250 ; USCG :  7-20955 .

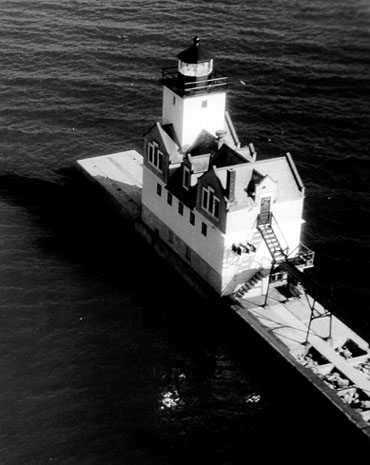
Le phare (photo USCG)
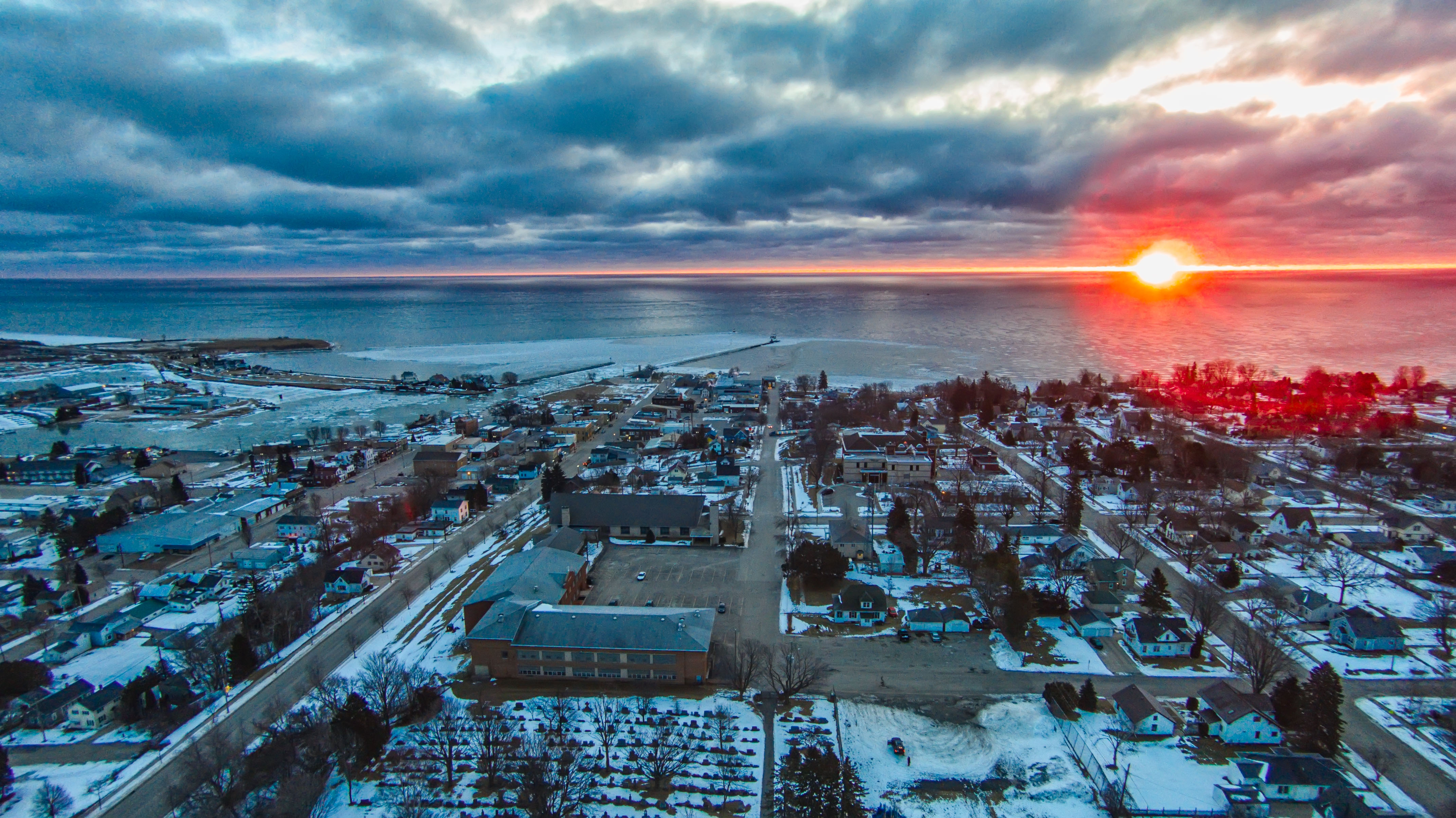
Kewaunee
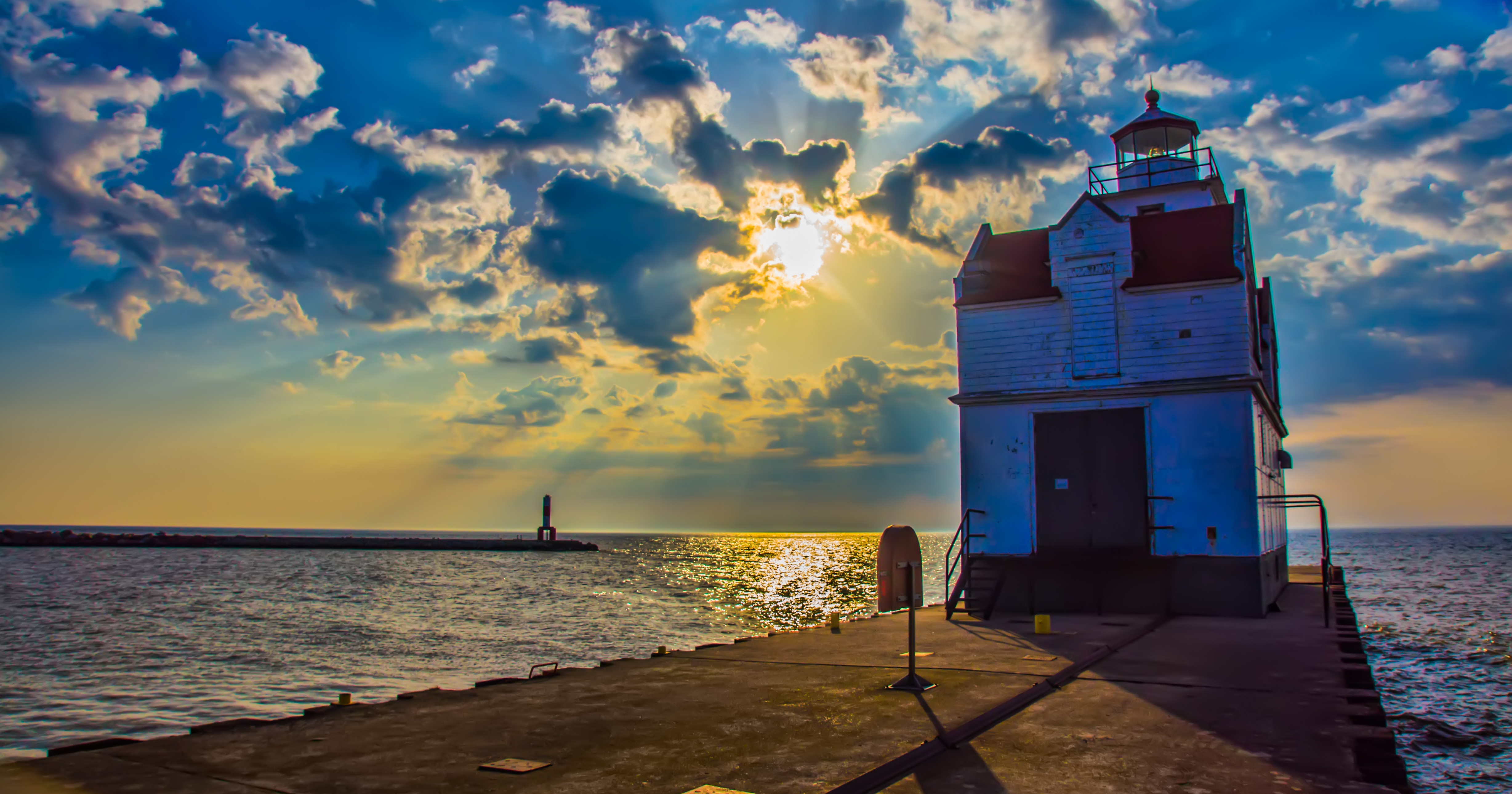
Le phare

### Lien connexe
- Liste des phares du Wisconsin